# Bischofszell
Bischofszell és un municipi del cantó de Turgòvia (Suïssa), cap del districte de Bischofszell.